# Principio de indiferencia

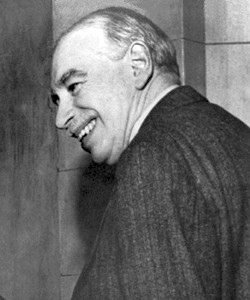
John Maynard Keynes (1946)

Principio de indiferencia, es una regla para asignar probabilidades a los eventos basada en la «paridad de razones». Según el principio, cuando el «peso de las razones» en favor de un evento es igual al «peso de las razones» en favor de otro, ha de asignarse la misma probabilidad a los dos eventos. Cuando hay n eventos mutuamente excluyentes y conjuntamente exhaustivos, y no hay razón para primar uno de ellos sobre el resto, tenemos que ser «indiferentes» y asignar a los n eventos la probabilidad 1 / n (los eventos son equiprobables), conforme al principio. 
Este principio se origina previamente del principio de las "múltiples explicaciones" (pleonachos tropos) de Epicuro, según la cual “si más de una teoría es consistente con los datos, quédate con todas”. El epicúreo Lucrecio desarrolló este punto con el siguiente símil de las múltiples causas de defunción de un cadáver. El principio suele asociarse con los nombres de Jakob Bernoulli (Ars Conjectandi, 1713) y Pierre-Simon Laplace (Theorie analytique des probabilités, 1812) y fue bautizado así por John Maynard Keynes (A Treatise on Probability, 1921). El principio da a la probabilidad una interpretación subjetiva («grado de creencia») y también lógica («entrañamiento lógico parcial»). Una razón para este principio dice que en la ignorancia, cuando ninguna razón favorece un evento frente a los demás, asignaremos probabilidades iguales. Se ha replicado que cualquier asignación de probabilidades es una afirmación de algún conocimiento. Varias aplicaciones aparentemente naturales del principio, que comportan variables no linealmente relacionadas, llevan a contradicciones matemáticas, conocidas como la Paradoja de Bertrand, como señaló Keynes.